# Sportsdigte
Sportsdigte er en digtsamling af Jørgen Leth udgivet på forlaget Gyldendal i 1967. Sportsdigte er Leths tredje digtsamling, der efterfulgte Gult lys (1962) og Kanal (1964).
Digtene tager udgangspunkt i sportens motivverden, primært fra cykling og bordtennis. Både selve udøvelsen og forskellige aspekter såsom påklædning, træning og teknik, drømme og erindringer, bliver udfoldet i digtene. Med Sportsdigte forlod Leth den konfrontationsmodernisme, som han havde fulgt i Gult lys og Kanal, for i stedet at efterfølge den ny-enkelhed, som Klaus Rifbjerg havde introduceret i Danmark med Amagerdigte i 1965. Sportsdigte skabte et motivisk nybrud i dansk litteratur med dets inddragelse at sportsverdenen.
I 1967 udkom Leth også med filmen Det perfekte menneske, der tilsvarende er hans tredje film. Begge værker er kunstneriske milepæle i Leths oeuvre, og de er begge betragtet som betydningsfulde i dansk film- og litteraturhistorie. I 1967 udkom ligeledes digtsamlingen Lykken i Ingenmandsland, der lå i klar forlængelse af Sportsdigte.
Sportsdigte er ifølge Dan Ringgaard en af de første større eksempler på litterære behandlinger af sport i Skandinavien.
Sportsdigte er tilegnet den danske cykelrytter Ole Ritter.

## Sportsdigte

### Digtene
Sportsdigte består af 38 digte, hvoraf 31 digte mere eller mindre eksplicit handler om sport.
Ofte er jeg’et udøvende i den omhandlende sportsgren, som primært er bordtennis og cykling, eller også betragter jeg’et med den udøvendes erfaring og viden. Det er med andre ord indefra sportens verden og med sportens sprog, logik og mystik, der digtes. Det er i særlig grad et jegs subjektive mytologisering af sporten og dens aktører, som digtene udfolder. Digtet “Fausto Coppi”, der nærmest er blevet et symbol på Sportsdigte og Leths fortolkning af sporten, er et eksempel herpå:
"Når han kørte i bjergene / kunne ingen følge ham, han / var et fantastisk menneske"
Digtene kan både forholde sig til sporten som en lukket verden, der ikke henviser til andet end sig selv, og hvor det kun handler om at vinde, eller de kan fremstå som eksistentielle udsagn: “jeg, er blevet dygtigere til at være menneske / af at køre på cykel”. 

### Stilen
I Sportsdigte er digtene som oftest karakteriseret ved enkelt sprog, der hyppig benytter sig af talesprog og sportsfaglige udtryk. Digtene er på frie vers og uden brug af rim eller en fast struktur. Enjambement er gennemgående i alle digtene, bortset fra de to digte ’Nu’ og ’I hear music’. Et gennemgående stilistisk træk i Sportsdigte er de forskellige former for sproglig gentagelse. Heriblandt anaforisk og epiforisk gentagelse. Især brugen af anaforisk gentagelse er hyppig - som eksempel i digtet ’Jeg havde vundet’: ”Jeg er sikker på / jeg er sikker på jeg havde vundet / hvis ikke / hvis ikke det var sket”. Hele verslinjer eller mindre afsnit gentages ofte. Enten senere i digtet eller i andre af samlingens digte. Gentagelse bruges også som et slags omkvæd, for eksempel i digtet ’Reginald Harris’, hvor hver strofe indledes med verslinjen ”Da han endelig kom ind i varmen" . I de to digte, ’Sprinteren 1-2’ er digtene kopier af hinanden, med undtagelse af den sidste strofe i hvert digt.

### ’Lykken 1-5’, ‘Mit navn’ og ‘Eskpeditionen’.
I de fem digte om lykken behandles et aspekt af vejen mod lykke - heriblandt kærlighed, arbejde og dygtiggørelse. Digtene adskiller sig fra resten af samlingen, da de ikke har noget slægtskab med digtsamlingens sportsmotiv. I stedet underlægges “Lykken” tematisk sportens disciplin og udholdenhed, som det kræves, hvis man vil opnå succes. Lars Bukdahl har karakteriseret de fem digte som en føljeton, der “absurd eksistentielt gør en sport af lykke”.
De to resterende digte, der ikke handler om sport, er “Mit navn” og “Ekspedition”, (der ikke er så meget et digt, som en prosatekst i fire afsnit).
Fælles for begge tekster, er at de låner sprog fra James Bond. “Mit navn” låner fra Bond signaturreplik- og rekvisit: “Mit navn er leth / jørgen leth / jeg har en beretta / i armhylster” , mens der i afsnit 4 i "Ekspedition" citeres fra Ian Flemmings James Bond og Tordenkilen fra 1966
Ligeså meget som “Mit navn” og “Ekspedition” adskiller sig fra Sportsdigte som helhed, lige så meget peger de frem mod Leths senere værker, hvor Leth især i Lykken i Ingenmandsland inddrager populærkulturelle personligheder som aktører i sine digte.
Det omtalte afsnit 4 fra “Ekspedition” går med lidt ændringer igen i flere af Leths film, bl.a Det perfekte menneske og Det gode og det onde. 

### Det lyriske jeg - Biografisk slægtskab
Det lyriske jeg, som aktivt udøvende sportsmand står i tæt forbindelse med Leths biografiske person. Digtene er skrevet på baggrund af Leths egne erfaringer og erindringer indenfor bordtennis og cykelsport. Han har i sine erindringer Det uperfekte menneske skrevet om sit eget aktive forhold til både cykelsport (“Fredensvangsfantasier”) og bordtennis (“Drømmen om at eje en baghånd”), ligesom han i vidt omfang har beskrevet sit personlige forhold til cykelsporten som beskuer. 

### Omslag
Værkets omslag er designet af Per Kirkeby, og forsidefotografiet er af Vibeke Winding. Fotografiet er i sort-hvid, og forestiller en gruppe cykelryttere. Gruppen er placeret i den øverste del af billedet på vej væk fra kameraet. På omslagets bagside optræder den samme gruppe ryttere, men i en stiliseret form. De er skiftevis i farverne grøn, hvid og sort. Deres omrids er optegnet med en sort streg. Bagsideteksten er ifølge Lars Bukdahl skrevet af Jørgen Leth selv.

## Sportsdigtei Leths forfatterskab og i dansk litteraturhistorie
Med Sportsdigte forlader Leth konfrontationsmodernismen, som hans to første digtsamlinger lå i forlængelse af, og han udstikker en ny kunstnerisk retning og praksis, der på flere måder fører frem mod hans senere forfatterskab.
Hvor den formelle enkelthed var en ny orientering i Leths egne digte, så var sportsverden som motiv et nybrud i dansk litteratur generelt. 
Leths to første digtsamlinger var præget af en modernistisk brug af metaforer. I Sportsdigte er brugen af metaforer minimal, og sproget er enkelt.
Digtene i Sportsdigte udfolder det, som er blevet betegnet som ny-enkelthed.
Med Klaus Rifbjergs Amagerdigte som forløber, er ny-enkelhed karakteriseret ved et mere simpelt sprogbrug, sjælden eller ingen brug af metaforer. Jeget er på samme tid mere personligt og mindre alment.
I Guldet på havets bund. Det uperfekte menneske /2 forklarer Leth, at han ønskede at befri sproget fra den over-ophedning, som for ham kendetegnede modernismen. For Leth drejede det sig om at benytte sig af “brugt sprog eller meget enkelt sprog”. 
Fra et interview i 1999 med Anders Leifer fortæller Jørgen Leth om Sportsdigte: ”Med sporten som brændstof eller motor er det jo digte, der eksperimenterer med sproget og med digtets form. Det er klart. Ligesom med filmeksperimenterne havde jeg hele tiden forsøgt at finde nye sproglige udtryksmåder, og her fik jeg altså luft, for dette stof førte frem til nye forsøg og nye former. Jeg synes simpelthen, at jeg fandt en personlig tone, som jeg kunne gå videre med, og den kom til at smitte af både på fremtidige digtsamlinger og film.”
Jørgen Leth har bl.a skrevet og instrueret de to sportsdokumentarer Stjernerne og vandbærerne (1974) og En forårsdag i helvede (1977). I Stjernerne og vandbærerne har blandt andet Ole Ritter en stor rolle.

## Modtagelse
Modtagelsen af Sportsdigte var blandet. Kritikerne Niels Barfod og Finn Stein Larsen kritiserede Sportsdigte . Stein Larsen skrev i en anmeldelse: “hvilket spektrum af ubeskrevne eksistenser rummer tilværelsen ikke, skorstensfejerens, morderens, lugekonens?” Nogle anmeldere var forbeholdne, og karakteriserede Sportsdigte som udtryk for den nye tidstypiske digtning, der inddrog elementer fra populærkulturen.

### Anmeldelser
Kristen Brønkjær: Lykke som sportsgren, Demokraten, 8. april 1967
Knud Holst: Drømmen om at eje en baghånd, Aktuelt-aviser, 1967, 24. januar, men også i Demokraten 4. februar 1967
Sportsdigter mellem to stole: Langelands folkeblad, 18 februar 1967

## Udgaver
Sportsdigte udkom første gang i 1967. Digtsamlingen indgår i Samlede digte, der første gang udkom på Gyldendal i 2002. Samlede digte udkom i 2. udgave i 2012.
Sportsdigte blev genudgivet på Gyldendal i 2018. En udgivelse der mødte stærk kritik fra Politikens anmelder Mikkel Krause Franzen, der i sin ambivalente anmeldelse ikke mente, at den nye udgave udviste respekt for originalen æstetiske kvalitet bl.a vedrørende omslaget. Han kvitterede med 1 hjerte for udgaven og 6 hjerter for værket.

## Sportsdigte:musik, oplæsning mm.
Oplæsning ved Jørgen Leth af digte fra Sportsdigte.
Information-artikel 27.7 1998, med optryk af de fire sportsdigte: 'Jeg havde vundet', 'I Hear Music', 'Nu' og 'Rundstrækning'.
"Jeg havde vundet/Bonanza": Oplæsning ved Jørgen Leth, musik af Jørgen Ingmanm